# Chamagnieu
Chamagnieu település Franciaországban, Isère megyében. Lakosainak száma 1775 fő (2022. január 1.). Chamagnieu Tignieu-Jameyzieu, Saint-Quentin-Fallavier, Satolas-et-Bonce, Villemoirieu, Colombier-Saugnieu, Chozeau, Frontonas és Panossas községekkel határos.

## Népesség
A település népességének változása:
| Lakosok száma | 432  | 817  | 1010 | 1437 | 1476 | 1595 | 1674 | 1697 | 1731 | 1775 |
|               | 1968 | 1982 | 1990 | 2006 | 2013 | 2015 | 2017 | 2019 | 2020 | 2022 |